# 呂公 (劉表屬下)
呂公（?—?），東漢末期人，劉表屬下将領。（《後漢書》注引《英雄記》作「呂介」）
《三国志》注《英雄記》稱他在193年（初平四年）正月初七，孫堅攻打劉表時，呂公率兵以滾木雷石擊打孫堅軍，孫堅被石頭擊中、腦髓出來，當場死亡。 
在小說《三國演義》中則是增加他率軍追擊孫堅軍，後被程普斬殺的虛構劇情。